# Hans Segers
Hans Segers (Eindhoven, 30 oktober 1961) is een voormalig Nederlands profvoetballer en tegenwoordig keeperstrainer. Zijn positie in het veld was doelman.
Segers begon zijn loopbaan bij PSV. Hierna vertrok hij in 1984 naar Engeland waar hij ging spelen bij Nottingham Forest FC. Hij speelde daar vier seizoenen en werd in zijn laatste seizoen uitgeleend aan Sheffield United, Stoke City en het Schotse Dunfermline Athletic. Van 1988 tot 1996 speelde hij bij Wimbledon FC.
Segers was een van de dertien buitenlandse voetballers die in actie kwamen op de allereerste speeldag van de Premier League op 15 augustus 1992. De anderen waren Jan Stejskal, Peter Schmeichel, Andrej Kantsjelskis, Roland Nilsson, Éric Cantona, Michel Vonk, John Jensen, Anders Limpar, Gunnar Halle, Craig Forrest, Robert Warzycha en Ronny Rosenthal.
In 1994 werd hij beschuldigd in een omkoopschandaal waarbij ook Bruce Grobbelaar en John Fashanu genoemd werden, maar werd later vrijgesproken. Wel werd hij in 1998 aangeklaagd wegens gokken op wedstrijden.
Van 1996 tot 1998 speelde hij bij Wolverhampton Wanderers en Woking FC. Zijn loopbaan beëindigde hij in 2001 bij Tottenham Hotspur FC. Bij deze club ging hij aansluitend aan de slag als keeperstrainer. Op 26 oktober 2007 werd hij ontslagen nadat een dag eerder ook trainer Martin Jol ontslagen was.
Segers was van 2008 tot 2011 keeperstrainer bij zijn oude club PSV. Hij trainde en coachte de keepers van de selectie, jong PSV en de hoogste jeugdelftallen. In 2011 ging hij aan de slag bij Fulham FC. Vanaf 2014 was Segers werkzaam als keeperstrainer bij RKC Waalwijk en FC Eindhoven. Vanaf medio 2017 was hij enkel nog part-time actief bij RKC Waalwijk. Sinds het seizoen 2020/21 is hij keeperstrainer bij ADO Den Haag.